# Campionato mondiale femminile under 21 di pallavolo 2025
Il Campionato mondiale femminile under 21 di pallavolo 2025, ventitreesima edizione del campionato mondiale, si è svolto dal 7 al 17 agosto 2025 a Surabaya, in Indonesia: al torneo hanno partecipato ventiquattro squadre nazionali under 21 e la vittoria finale è andata per la terza volta all'Italia.

## Impianti
|                                                                 |                                                                 |                                                                     |
|                                                                 |                                                                 |                                                                     |
| DBL Arena Città: Surabaya Capienza: 5 000 Anno d'apertura: 2008 | Gelora Pancasila Città: Surabaya Capienza: ? Anno d'apertura: ? | Samator Healthphoria Città: Surabaya Capienza: ? Anno d'apertura: ? |

## Regolamento

### Formula
Le squadre, divise in quattro gironi mediante sorteggio, hanno disputato una prima fase strutturata con un girone all'italiana; al termine della prima fase:
- Le prime quattro di ogni girone hanno acceduto alla fase finale per il primo posto, strutturata in ottavi di finale, quarti di finale, semifinali, finale per il terzo posto e finale.
- Le quattro eliminate ai quarti di finale della fase finale per il primo posto hanno acceduto alla fase finale per il quinto posto, strutturata in semifinali, finale per il settimo posto e finale per il quinto posto.
- Le otto eliminate agli ottavi di finale della fase finale per il primo posto hanno acceduto alla fase finale per il nono posto, strutturata in quarti di finale, semifinali, finale per l'undicesimo posto e finale per il nono posto.
- Le quattro eliminate ai quarti di finale della fase finale per il nono posto hanno acceduto alla fase finale per il tredicesimo posto, strutturata in semifinali, finale per il quindicesimo posto e finale per il tredicesimo posto.
- Le ultime due classificate di ogni girone ha acceduto alla fase finale per il diciassettesimo posto, strutturata in quarti di finale, semifinali, finale per il diciannovesimo posto e finale per il diciassettesimo posto.
- Le quattro eliminate ai quarti di finale della fase finale per il diciassettisimo posto hanno acceduto alla fase finale per il ventunesimo posto, strutturata in semifinali, finale per il ventitreesimo posto e finale per il ventunesimo posto[3].

### Criteri di classifica
Se il risultato finale è stato di 3-0 o 3-1 sono stati assegnati 3 punti alla squadra vincente e 0 a quella sconfitta, se il risultato finale è stato di 3-2 sono stati assegnati 2 punti alla squadra vincente e 1 a quella sconfitta.
L'ordine del posizionamento in classifica è stato definito in base a:
- Numero di partite vinte;
- Punti;
- Ratio dei set vinti/persi;
- Ratio dei punti realizzati/subiti;
- Risultati degli scontri diretti[4].

## Squadre partecipanti
Hanno partecipato alla competizioni la squadra della nazione organizzatrice, la squadra campione in carica e le nazioni qualificate attraverso i tornei continentali; per completare l'organico due squadre si sono qualificate grazie al miglior posizionamento nel ranking FIVB.
La squadra della Croazia è stata ripescata dopo la rinuncia da parte del Belgio dovuta a motivi finanziari.
| Squadra         | Qualificazione                                                             | Ultima partecipazione       |
| --------------- | -------------------------------------------------------------------------- | --------------------------- |
| Algeria         | 3ª al Campionato africano femminile under 20 di pallavolo 2024             | Repubblica Ceca 2013        |
| Argentina       | 2ª al Campionato sudamericano femminile under 21 di pallavolo 2024         | Messico 2023                |
| Brasile         | 1ª al Campionato sudamericano femminile under 21 di pallavolo 2024         | Messico 2023                |
| Bulgaria        | 6ª al Campionato europeo femminile under 20 di pallavolo 2024              | Messico 2017                |
| Canada          | 4ª al Campionato nordamericano femminile under 21 di pallavolo 2024        | Canada 1999                 |
| Cile            | 3ª al Campionato sudamericano femminile under 21 di pallavolo 2024         | Debutto                     |
| Cina            | Campione in carica                                                         | Messico 2023                |
| Croazia         | 7ª al Campionato europeo femminile under 20 di pallavolo 2024              | Thailandia 2007             |
| Rep. Ceca       | 5ª al Campionato europeo femminile under 20 di pallavolo 2024              | Porto Rico 2015             |
| Rep. Dominicana | 3ª al Campionato nordamericano femminile under 21 di pallavolo 2024        | Messico 2023                |
| Egitto          | 2ª al Campionato africano femminile under 20 di pallavolo 2024             | Messico 2023                |
| Indonesia       | Paese organizzatore                                                        | Debutto                     |
| Italia          | 2ª al Campionato europeo femminile under 20 di pallavolo 2024              | Messico 2023                |
| Giappone        | 2ª al Campionato asiatico e oceaniano femminile under 20 di pallavolo 2024 | Messico 2023                |
| Corea del Sud   | 3ª al Campionato asiatico e oceaniano femminile under 20 di pallavolo 2024 | Perù 2011                   |
| Messico         | 9ª nel FIVB World Rankings                                                 | Messico 2023                |
| Polonia         | 4ª al Campionato europeo femminile under 20 di pallavolo 2024              | Messico 2023                |
| Porto Rico      | 2ª al Campionato nordamericano femminile under 21 di pallavolo 2024        | / Belgio e Paesi Bassi 2021 |
| Serbia          | 8ª nel FIVB World Rankings                                                 | Messico 2023                |
| Thailandia      | 4ª al Campionato asiatico e oceaniano femminile under 20 di pallavolo 2024 | Messico 2023                |
| Tunisia         | 1ª al Campionato africano femminile under 20 di pallavolo 2024             | Messico 2023                |
| Turchia         | 1ª al Campionato europeo femminile under 20 di pallavolo 2024              | Messico 2023                |
| Stati Uniti     | 1ª al Campionato nordamericano femminile under 21 di pallavolo 2024        | Messico 2023                |
| Vietnam         | 5ª al Campionato asiatico e oceaniano femminile under 20 di pallavolo 2024 | Debutto                     |

## Torneo

### Prima fase
| Girone A   | Girone B        | Girone C  | Girone D   |
| ---------- | --------------- | --------- | ---------- |
| Argentina  | Cina            | Algeria   | Brasile    |
| Canada     | Corea del Sud   | Egitto    | Bulgaria   |
| Indonesia  | Croazia         | Italia    | Cile       |
| Porto Rico | Messico         | Polonia   | Giappone   |
| Serbia     | Rep. Dominicana | Rep. Ceca | Thailandia |
| Vietnam    | Stati Uniti     | Turchia   | Tunisia    |

#### Girone A

##### Risultati
| 7 agosto 2025 DBL Arena, Surabaya Durata: 1h:13 - Spettatori: 25     | Argentina  | 3 - 0 | Canada     | 25-19, 26-24, 25-15               |
| 7 agosto 2025 DBL Arena, Surabaya Durata: 1h:07 - Spettatori: 30     | Serbia     | 3 - 0 | Porto Rico | 25-18, 25-17, 25-19               |
| 7 agosto 2025 DBL Arena, Surabaya Durata: 1h:09 - Spettatori: 1 800  | Indonesia  | 3 - 0 | Vietnam    | 25-0, 25-0, 25-0                  |
| 8 agosto 2025 DBL Arena, Surabaya Durata: 1h:19 - Spettatori: 30     | Argentina  | 3 - 0 | Porto Rico | 25-23, 25-23, 25-21               |
| 8 agosto 2025 DBL Arena, Surabaya Durata: 1h:46 - Spettatori: 35     | Serbia     | 3 - 0 | Vietnam    | 25-0, 25-0, 25-0                  |
| 8 agosto 2025 DBL Arena, Surabaya Durata: 1h:30 - Spettatori: 1 000  | Indonesia  | 3 - 1 | Canada     | 28-26, 25-18, 18-25, 25-21        |
| 9 agosto 2025 DBL Arena, Surabaya Durata: 1h:30 - Spettatori: 30     | Argentina  | 3 - 1 | Serbia     | 25-18, 25-21, 19-25, 25-19        |
| 9 agosto 2025 DBL Arena, Surabaya Durata: 1h:23 - Spettatori: 50     | Canada     | 3 - 0 | Vietnam    | 25-0, 25-0, 25-0                  |
| 9 agosto 2025 DBL Arena, Surabaya Durata: 2h:15 - Spettatori: 2 000  | Indonesia  | 2 - 3 | Porto Rico | 25-17, 26-28, 25-15, 23-25, 15-17 |
| 11 agosto 2025 DBL Arena, Surabaya Durata: 1h:24 - Spettatori: 40    | Argentina  | 3 - 0 | Vietnam    | 25-0, 25-0, 25-0                  |
| 11 agosto 2025 DBL Arena, Surabaya Durata: 1h:32 - Spettatori: 35    | Porto Rico | 3 - 1 | Canada     | 25-20, 28-26, 19-25, 25-20        |
| 11 agosto 2025 DBL Arena, Surabaya Durata: 2h:00 - Spettatori: 1 202 | Indonesia  | 2 - 3 | Serbia     | 21-25, 27-25, 23-25, 25-22, 13-15 |
| 12 agosto 2025 DBL Arena, Surabaya Durata: 1h:31 - Spettatori: 50    | Serbia     | 3 - 1 | Canada     | 25-22, 25-22, 19-25, 25-17        |
| 12 agosto 2025 DBL Arena, Surabaya Durata: 1h:46 - Spettatori: 100   | Porto Rico | 1 - 3 | Vietnam    | 17-25, 21-25, 25-23, 22-25        |
| 12 agosto 2025 DBL Arena, Surabaya Durata: 1h:11 - Spettatori: 2 000 | Indonesia  | 0 - 3 | Argentina  | 23-25, 18-25, 22-25               |

##### Classifica
| Pos. | Squadra    | Pt | G | V | P | SV | SP | Ratio  | PF  | PS  | Ratio |
| ---- | ---------- | -- | - | - | - | -- | -- | ------ | --- | --- | ----- |
| 1.   | Argentina  | 15 | 5 | 5 | 0 | 15 | 1  | 15,000 | 395 | 271 | 1,458 |
| 2.   | Serbia     | 11 | 5 | 4 | 1 | 13 | 6  | 2,167  | 439 | 343 | 1,280 |
| 3.   | Indonesia  | 8  | 5 | 2 | 3 | 10 | 10 | 1,000  | 457 | 379 | 1,206 |
| 4.   | Porto Rico | 5  | 5 | 2 | 3 | 7  | 12 | 0,583  | 405 | 453 | 0,894 |
| 5.   | Canada     | 3  | 5 | 1 | 4 | 6  | 12 | 0,500  | 400 | 363 | 1,102 |
| 6.   | Vietnam    | 3  | 5 | 1 | 4 | 3  | 13 | 0,231  | 98  | 385 | 0,255 |

      Qualificata agli ottavi di finale.
      Qualificata ai play-off 17º-24º posto.

#### Girone B

##### Risultati
| 7 agosto 2025 Gelora Pancasila, Surabaya Durata: 2h:05 - Spettatori: 50   | Cina            | 3 - 1 | Croazia         | 23-25, 25-23, 27-25, 25-21        |
| 7 agosto 2025 Gelora Pancasila, Surabaya Durata: 1h:33 - Spettatori: 200  | Stati Uniti     | 3 - 1 | Corea del Sud   | 25-17, 25-19, 19-25, 25-20        |
| 7 agosto 2025 Gelora Pancasila, Surabaya Durata: 1h:44 - Spettatori: 90   | Messico         | 1 - 3 | Rep. Dominicana | 25-27, 25-15, 19-25, 15-25        |
| 8 agosto 2025 Gelora Pancasila, Surabaya Durata: 1h:30 - Spettatori: 80   | Cina            | 3 - 0 | Corea del Sud   | 25-21, 25-20, 25-17               |
| 8 agosto 2025 Gelora Pancasila, Surabaya Durata: 0h:53 - Spettatori: 80   | Stati Uniti     | 3 - 0 | Rep. Dominicana | 25-15, 25-16, 25-11               |
| 8 agosto 2025 Gelora Pancasila, Surabaya Durata: 1h:01 - Spettatori: 100  | Messico         | 0 - 3 | Croazia         | 13-25, 14-25, 16-25               |
| 9 agosto 2025 Gelora Pancasila, Surabaya Durata: 0h:53 - Spettatori: 75   | Cina            | 3 - 0 | Rep. Dominicana | 25-11, 25-15, 25-11               |
| 9 agosto 2025 Gelora Pancasila, Surabaya Durata: 0h:58 - Spettatori: 85   | Stati Uniti     | 3 - 0 | Messico         | 25-19, 25-11, 25-18               |
| 9 agosto 2025 Gelora Pancasila, Surabaya Durata: 1h:52 - Spettatori: 200  | Corea del Sud   | 3 - 2 | Croazia         | 10-25, 25-21, 16-25, 25-17, 15-11 |
| 11 agosto 2025 Gelora Pancasila, Surabaya Durata: 0h:56 - Spettatori: 70  | Cina            | 3 - 0 | Messico         | 25-16, 25-10, 25-10               |
| 11 agosto 2025 Gelora Pancasila, Surabaya Durata: 1h:11 - Spettatori: 75  | Stati Uniti     | 3 - 0 | Croazia         | 27-25, 25-17, 25-15               |
| 11 agosto 2025 Gelora Pancasila, Surabaya Durata: 1h:10 - Spettatori: 85  | Rep. Dominicana | 0 - 3 | Corea del Sud   | 12-25, 20-25, 15-25               |
| 12 agosto 2025 Gelora Pancasila, Surabaya Durata: 1h:15 - Spettatori: 120 | Cina            | 3 - 0 | Stati Uniti     | 25-20, 25-12, 28-26               |
| 12 agosto 2025 Gelora Pancasila, Surabaya Durata: 1h:08 - Spettatori: 130 | Messico         | 0 - 3 | Corea del Sud   | 20-25, 22-25, 18-25               |
| 12 agosto 2025 Gelora Pancasila, Surabaya Durata: 1h:12 - Spettatori: 50  | Rep. Dominicana | 0 - 3 | Croazia         | 29-31, 21-25, 11-25               |

##### Classifica
| Pos. | Squadra         | Pt | G | V | P | SV | SP | Ratio  | PF  | PS  | Ratio |
| ---- | --------------- | -- | - | - | - | -- | -- | ------ | --- | --- | ----- |
| 1.   | Cina            | 15 | 5 | 5 | 0 | 15 | 1  | 15,000 | 403 | 283 | 1,424 |
| 2.   | Stati Uniti     | 12 | 5 | 4 | 1 | 12 | 4  | 3,000  | 379 | 306 | 1,239 |
| 3.   | Corea del Sud   | 8  | 5 | 3 | 2 | 10 | 8  | 1,250  | 380 | 375 | 1,013 |
| 4.   | Croazia         | 7  | 5 | 2 | 3 | 9  | 9  | 1,000  | 406 | 372 | 1,091 |
| 5.   | Rep. Dominicana | 3  | 5 | 1 | 4 | 3  | 13 | 0,231  | 279 | 390 | 0,715 |
| 6.   | Messico         | 0  | 5 | 0 | 5 | 1  | 15 | 0,067  | 271 | 392 | 0,691 |

      Qualificata agli ottavi di finale.
      Qualificata ai play-off 17º-24º posto.

#### Girone C

##### Risultati
| 7 agosto 2025 Samator Healthphoria, Surabaya Durata: 1h:09 - Spettatori: 50  | Italia  | 3 - 0 | Rep. Ceca | 25-20, 25-15, 25-18               |
| 7 agosto 2025 Samator Healthphoria, Surabaya Durata: 0h:51 - Spettatori: 45  | Turchia | 3 - 0 | Algeria   | 25-12, 25-11, 25-14               |
| 7 agosto 2025 Samator Healthphoria, Surabaya Durata: 1h:08 - Spettatori: 65  | Egitto  | 0 - 3 | Polonia   | 15-25, 16-25, 23-25               |
| 8 agosto 2025 Samator Healthphoria, Surabaya Durata: 0h:58 - Spettatori: 20  | Italia  | 3 - 0 | Algeria   | 25-18, 25-11, 25-16               |
| 8 agosto 2025 Samator Healthphoria, Surabaya Durata: 1h:12 - Spettatori: 70  | Turchia | 0 - 3 | Polonia   | 19-25, 24-26, 21-25               |
| 8 agosto 2025 Samator Healthphoria, Surabaya Durata: 1h:09 - Spettatori: 55  | Egitto  | 0 - 3 | Rep. Ceca | 23-25, 19-25, 12-25               |
| 9 agosto 2025 Samator Healthphoria, Surabaya Durata: 1h:49 - Spettatori: 70  | Italia  | 3 - 2 | Polonia   | 25-23, 25-16, 21-25, 19-25, 15-4  |
| 9 agosto 2025 Samator Healthphoria, Surabaya Durata: 0h:54 - Spettatori: 40  | Turchia | 3 - 0 | Egitto    | 25-14, 25-10, 25-14               |
| 9 agosto 2025 Samator Healthphoria, Surabaya Durata: 1h:05 - Spettatori: 45  | Algeria | 0 - 3 | Rep. Ceca | 22-25, 11-25, 14-25               |
| 11 agosto 2025 Samator Healthphoria, Surabaya Durata: 1h:02 - Spettatori: 30 | Italia  | 3 - 0 | Egitto    | 25-17, 25-13, 25-18               |
| 11 agosto 2025 Samator Healthphoria, Surabaya Durata: 1h:58 - Spettatori: 45 | Turchia | 2 - 3 | Rep. Ceca | 22-25, 24-26, 25-21, 25-22, 8-15  |
| 11 agosto 2025 Samator Healthphoria, Surabaya Durata: 0h:59 - Spettatori: 40 | Polonia | 3 - 0 | Algeria   | 25-20, 25-17, 25-13               |
| 12 agosto 2025 Samator Healthphoria, Surabaya Durata: 1h:44 - Spettatori: 55 | Italia  | 2 - 3 | Turchia   | 25-21, 20-25, 23-25, 25-18, 11-15 |
| 12 agosto 2025 Samator Healthphoria, Surabaya Durata: 1h:11 - Spettatori: 25 | Egitto  | 3 - 0 | Algeria   | 25-22, 25-17, 25-18               |
| 12 agosto 2025 Samator Healthphoria, Surabaya Durata: 1h:00 - Spettatori: 50 | Polonia | 3 - 0 | Rep. Ceca | 25-13, 25-9, 25-20                |

##### Classifica
| Pos. | Squadra   | Pt | G | V | P | SV | SP | Ratio | PF  | PS  | Ratio |
| ---- | --------- | -- | - | - | - | -- | -- | ----- | --- | --- | ----- |
| 1.   | Polonia   | 13 | 5 | 4 | 1 | 14 | 3  | 4,667 | 394 | 315 | 1,251 |
| 2.   | Italia    | 12 | 5 | 4 | 1 | 14 | 5  | 2,800 | 434 | 343 | 1,265 |
| 3.   | Turchia   | 9  | 5 | 3 | 2 | 11 | 8  | 1,375 | 422 | 364 | 1,159 |
| 4.   | Rep. Ceca | 8  | 5 | 3 | 2 | 9  | 8  | 1,125 | 354 | 355 | 0,997 |
| 5.   | Egitto    | 3  | 5 | 1 | 4 | 3  | 12 | 0,250 | 269 | 357 | 0,754 |
| 6.   | Algeria   | 0  | 5 | 0 | 5 | 0  | 15 | 0,000 | 236 | 375 | 0,629 |

      Qualificata agli ottavi di finale.
      Qualificata ai play-off 17º-24º posto.

#### Girone D

##### Risultati
| 7 agosto 2025 DBL Arena, Surabaya Durata: 1h:15 - Spettatori: 110             | Brasile    | 3 - 0 | Bulgaria   | 25-12, 25-18, 25-19               |
| 7 agosto 2025 Gelora Pancasila, Surabaya Durata: 1h:10 - Spettatori: 80       | Tunisia    | 0 - 3 | Thailandia | 20-25, 15-25, 23-25               |
| 7 agosto 2025 Samator Healthphoria, Surabaya Durata: 1h:33 - Spettatori: 100  | Giappone   | 3 - 1 | Cile       | 25-15, 21-25, 25-16, 25-10        |
| 8 agosto 2025 DBL Arena, Surabaya Durata: 1h:07 - Spettatori: 200             | Giappone   | 3 - 0 | Thailandia | 25-15, 25-18, 25-17               |
| 8 agosto 2025 Gelora Pancasila, Surabaya Durata: 1h:11 - Spettatori: 130      | Brasile    | 3 - 0 | Cile       | 25-19, 25-14, 25-21               |
| 8 agosto 2025 Samator Healthphoria, Surabaya Durata: 1h:07 - Spettatori: 45   | Tunisia    | 0 - 3 | Bulgaria   | 20-25, 12-25, 20-25               |
| 9 agosto 2025 DBL Arena, Surabaya Durata: 1h:05 - Spettatori: 300             | Giappone   | 3 - 0 | Tunisia    | 25-18, 25-13, 25-18               |
| 9 agosto 2025 Gelora Pancasila, Surabaya Durata: 1h:58 - Spettatori: 55       | Cile       | 3 - 2 | Bulgaria   | 26-24, 19-25, 22-25, 25-14, 15-10 |
| 9 agosto 2025 Samator Healthphoria, Surabaya Durata: 1h:03 - Spettatori: 100  | Brasile    | 3 - 0 | Thailandia | 25-13, 25-12, 25-14               |
| 11 agosto 2025 DBL Arena, Surabaya Durata: 1h:09 - Spettatori: 300            | Thailandia | 3 - 0 | Cile       | 25-22, 25-16, 25-15               |
| 11 agosto 2025 Gelora Pancasila, Surabaya Durata: 1h:00 - Spettatori: 60      | Brasile    | 3 - 0 | Tunisia    | 25-12, 25-11, 25-8                |
| 11 agosto 2025 Samator Healthphoria, Surabaya Durata: 1h:08 - Spettatori: 150 | Giappone   | 3 - 0 | Bulgaria   | 25-19, 25-17, 25-12               |
| 12 agosto 2025 DBL Arena, Surabaya Durata: 1h:19 - Spettatori: 300            | Thailandia | 0 - 3 | Bulgaria   | 20-25, 24-26, 23-25               |
| 12 agosto 2025 Gelora Pancasila, Surabaya Durata: 1h:51 - Spettatori: 100     | Brasile    | 1 - 3 | Giappone   | 26-24, 17-25, 22-25, 22-25        |
| 12 agosto 2025 Samator Healthphoria, Surabaya Durata: 1h:30 - Spettatori: 70  | Tunisia    | 1 - 3 | Cile       | 20-25, 25-18, 21-25, 14-25        |

##### Classifica
| Pos. | Squadra    | Pt | G | V | P | SV | SP | Ratio | PF  | PS  | Ratio |
| ---- | ---------- | -- | - | - | - | -- | -- | ----- | --- | --- | ----- |
| 1.   | Giappone   | 15 | 5 | 5 | 0 | 15 | 2  | 7,500 | 420 | 300 | 1,400 |
| 2.   | Brasile    | 12 | 5 | 4 | 1 | 13 | 3  | 4,333 | 387 | 272 | 1,423 |
| 3.   | Bulgaria   | 7  | 5 | 2 | 3 | 8  | 9  | 0,889 | 346 | 376 | 0,920 |
| 4.   | Thailandia | 6  | 5 | 2 | 3 | 6  | 9  | 0,667 | 306 | 337 | 0,908 |
| 5.   | Cile       | 5  | 5 | 2 | 3 | 7  | 12 | 0,583 | 373 | 424 | 0,880 |
| 6.   | Tunisia    | 0  | 5 | 0 | 5 | 1  | 15 | 0,067 | 270 | 393 | 0,687 |

      Qualificata agli ottavi di finale.
      Qualificata ai play-off 17º-24º posto.

### Finali 1º e 3º posto
|  | Ottavi di finale | Ottavi di finale | Ottavi di finale |  |  | Quarti di finale | Quarti di finale | Quarti di finale |          |   | Semifinali | Semifinali | Semifinali |          |   | Finale          | Finale          | Finale          |  |
|  |                  |                  |                  |  |  |                  |                  |                  |          |   |            |            |            |          |   |                 |                 |                 |  |
|  | 2D               | Brasile          | 3                |  |  |                  |                  |                  |          |   |            |            |            |          |   |                 |                 |                 |  |
|  | 3B               | Corea del Sud    | 0                |  |  | 2D               | Brasile          | 3                |          |   |            |            |            |          |   |                 |                 |                 |  |
|  | 1A               | Argentina        | 3                |  |  | 1A               | Argentina        | 0                |          |   |            |            |            |          |   |                 |                 |                 |  |
|  | 4C               | Rep. Ceca        | 0                |  |  |                  |                  |                  |          |   | 2D         | Brasile    | 0          |          |   |                 |                 |                 |  |
|  | 2C               | Italia           | 3                |  |  |                  |                  | 2C               | Italia   | 3 |            |            |            |          |   |                 |                 |                 |  |
|  | 3A               | Indonesia        | 1                |  |  | 2C               | Italia           | 3                |          |   |            |            |            |          |   |                 |                 |                 |  |
|  | 1B               | Cina             | 3                |  |  | 1B               | Cina             | 0                |          |   |            |            |            |          |   |                 |                 |                 |  |
|  | 4D               | Thailandia       | 0                |  |  |                  |                  |                  |          |   | 2C         | Italia     | 3          |          |   |                 |                 |                 |  |
|  | 2B               | Stati Uniti      | 0                |  |  |                  |                  |                  |          |   |            |            | 1D         | Giappone | 2 |                 |                 |                 |  |
|  | 3D               | Bulgaria         | 3                |  |  | 3D               | Bulgaria         | 3                |          |   |            |            |            |          |   |                 |                 |                 |  |
|  | 1C               | Polonia          | 3                |  |  | 1C               | Polonia          | 1                |          |   |            |            |            |          |   |                 |                 |                 |  |
|  | 4A               | Porto Rico       | 0                |  |  |                  |                  |                  |          |   | 3D         | Bulgaria   | 0          |          |   | Finale 3º posto | Finale 3º posto | Finale 3º posto |  |
|  | 2A               | Serbia           | 0                |  |  |                  |                  | 1D               | Giappone | 3 |            |            |            |          |   |                 |                 |                 |  |
|  | 3C               | Turchia          | 3                |  |  | 3C               | Turchia          | 0                |          |   |            |            |            |          |   | 2D              | Brasile         | 3               |  |
|  | 1D               | Giappone         | 3                |  |  | 1D               | Giappone         | 3                |          |   | 3D         | Bulgaria   | 1          |          |   |                 |                 |                 |  |
|  | 4B               | Croazia          | 1                |  |  |                  |                  |                  |          |   |            |            |            |          |   |                 |                 |                 |  |

#### Ottavi di finale
| 13 agosto 2025 DBL Arena, Surabaya Durata: 1h:24 - Spettatori: 1 100      | Italia      | 3 - 1 | Indonesia     | 25-12, 25-19, 21-25, 25-13 |
| 13 agosto 2025 Gelora Pancasila, Surabaya Durata: 1h:15 - Spettatori: 100 | Brasile     | 3 - 0 | Corea del Sud | 25-23, 25-17, 25-17        |
| 13 agosto 2025 DBL Arena, Surabaya Durata: 1h:01 - Spettatori: 400        | Argentina   | 3 - 0 | Rep. Ceca     | 25-15, 25-13, 25-19        |
| 13 agosto 2025 DBL Arena, Surabaya Durata: 1h:02 - Spettatori: 100        | Cina        | 3 - 0 | Thailandia    | 25-15, 25-18, 25-19        |
| 13 agosto 2025 DBL Arena, Surabaya Durata: 1h:03 - Spettatori: 55         | Serbia      | 0 - 3 | Turchia       | 14-25, 23-25, 10-25        |
| 13 agosto 2025 Gelora Pancasila, Surabaya Durata: 1h:11 - Spettatori: 55  | Stati Uniti | 0 - 3 | Bulgaria      | 23-25, 16-25, 15-25        |
| 13 agosto 2025 Gelora Pancasila, Surabaya Durata: 0h:56 - Spettatori: 130 | Polonia     | 3 - 0 | Porto Rico    | 25-15, 25-16, 25-13        |
| 13 agosto 2025 Gelora Pancasila, Surabaya Durata: 1h:32 - Spettatori: 65  | Giappone    | 3 - 1 | Croazia       | 25-16, 22-25, 25-17, 25-17 |

#### Quarti di finale
| 15 agosto 2025 DBL Arena, Surabaya Durata: 1h:16 - Spettatori: 81  | Brasile  | 3 - 0 | Argentina | 25-19, 25-18, 25-14        |
| 15 agosto 2025 DBL Arena, Surabaya Durata: 1h:42 - Spettatori: 70  | Bulgaria | 3 - 1 | Polonia   | 25-23, 22-25, 25-23, 25-18 |
| 15 agosto 2025 DBL Arena, Surabaya Durata: 1h:11 - Spettatori: 500 | Italia   | 3 - 0 | Cina      | 25-23, 25-19, 25-15        |
| 15 agosto 2025 DBL Arena, Surabaya Durata: 1h:26 - Spettatori: 400 | Turchia  | 0 - 3 | Giappone  | 23-25, 21-25, 20-25        |

#### Semifinali
| 16 agosto 2025 DBL Arena, Surabaya Durata: 1h:12 - Spettatori: 250 | Brasile  | 0 - 3 | Italia   | 16-25, 21-25, 19-25 |
| 16 agosto 2025 DBL Arena, Surabaya Durata: 1h:15 - Spettatori: 350 | Bulgaria | 0 - 3 | Giappone | 17-25, 18-25, 13-25 |

#### Finale 3º posto
| 17 agosto 2025 DBL Arena, Surabaya Durata: 1h:55 - Spettatori: 500 | Brasile | 3 - 1 | Bulgaria | 25-19, 25-20, 14-25, 25-21 |

#### Finale
| 17 agosto 2025 DBL Arena, Surabaya Durata: 1h:56 - Spettatori: 2 300 | Italia | 3 - 2 | Giappone | 25-22, 22-25, 15-25, 25-19, 15-11 |

### Finali 5º e 7º posto
|  | Semifinali 5º-8º posto | Semifinali 5º-8º posto | Semifinali 5º-8º posto |         |    | Finale 5º posto | Finale 5º posto | Finale 5º posto |  |
|  |                        |                        |                        |         |    |                 |                 |                 |  |
|  | 1A                     | Argentina              | 1                      |         |    |                 |                 |                 |  |
|  | 1A                     | Argentina              | 1                      |         |    |                 |                 |                 |  |
|  | 1B                     | Cina                   | 3                      |         |    |                 |                 |                 |  |
|  | 1B                     | Cina                   | 3                      |         | 1B | Cina            | 3               |                 |  |
|  |                        |                        |                        |         | 1B | Cina            | 3               |                 |  |
|  |                        |                        | 1C                     | Polonia | 1  |                 |                 |                 |  |
|  | 1C                     | Polonia                | 1C                     | Polonia | 1  | 3               |                 |                 |  |
|  | 1C                     | Polonia                |                        |         |    | 3               |                 |                 |  |
|  | 3C                     | Turchia                | 2                      |         |    | Finale 7º posto | Finale 7º posto | Finale 7º posto |  |
|  | 3C                     | Turchia                | 2                      |         |    |                 |                 |                 |  |
|  |                        |                        |                        |         |    |                 |                 |                 |  |
|  |                        |                        |                        |         |    | 1A              | Argentina       | 3               |  |
|  |                        |                        |                        |         |    | 1A              | Argentina       | 3               |  |
|  |                        |                        |                        |         |    | 3C              | Turchia         | 0               |  |

#### Semifinali
| 16 agosto 2025 Gelora Pancasila, Surabaya Durata: 1h:41 - Spettatori: 40 | Argentina | 1 - 3 | Cina    | 12-25, 25-22, 21-25, 22-25        |
| 16 agosto 2025 Gelora Pancasila, Surabaya Durata: 1h:47 - Spettatori: 25 | Polonia   | 3 - 2 | Turchia | 25-23, 19-25, 22-25, 25-18, 17-15 |

#### Finale 7º posto
| 17 agosto 2025 Gelora Pancasila, Surabaya Durata: 1h:14 - Spettatori: 50 | Argentina | 3 - 0 | Turchia | 25-21, 25-18, 25-21 |

#### Finale 5º posto
| 17 agosto 2025 DBL Arena, Surabaya Durata: 1h:47 - Spettatori: 450 | Cina | 3 - 1 | Polonia | 23-25, 25-21, 25-23, 25-17 |

### Finali 9º e 11º posto
|  | Quarti di finale 9º-16º posto | Quarti di finale 9º-16º posto | Quarti di finale 9º-16º posto |             |    | Semifinali 9º-12º posto | Semifinali 9º-12º posto | Semifinali 9º-12º posto |    |                  | Finale 9º posto  | Finale 9º posto  | Finale 9º posto |  |
|  |                               |                               |                               |             |    |                         |                         |                         |    |                  |                  |                  |                 |  |
|  | 3B                            | Corea del Sud                 | 1                             |             |    |                         |                         |                         |    |                  |                  |                  |                 |  |
|  | 3B                            | Corea del Sud                 | 1                             |             |    |                         |                         |                         |    |                  |                  |                  |                 |  |
|  | 4C                            | Rep. Ceca                     | 3                             |             |    |                         |                         |                         |    |                  |                  |                  |                 |  |
|  | 4C                            | Rep. Ceca                     | 3                             |             | 4C | Rep. Ceca               | 3                       |                         |    |                  |                  |                  |                 |  |
|  |                               |                               |                               |             | 4C | Rep. Ceca               | 3                       |                         |    |                  |                  |                  |                 |  |
|  |                               |                               | 4D                            | Thailandia  | 2  |                         |                         |                         |    |                  |                  |                  |                 |  |
|  | 3A                            | Indonesia                     | 4D                            | Thailandia  | 2  | 0                       |                         |                         |    |                  |                  |                  |                 |  |
|  | 3A                            | Indonesia                     |                               |             |    |                         |                         |                         |    |                  |                  |                  |                 |  |
|  | 4D                            | Thailandia                    | 3                             |             |    |                         |                         |                         |    |                  |                  |                  |                 |  |
|  | 4D                            | Thailandia                    | 3                             |             | 4C | Rep. Ceca               | 0                       |                         |    |                  |                  |                  |                 |  |
|  |                               |                               |                               |             |    |                         |                         |                         |    |                  |                  |                  |                 |  |
|  |                               |                               | 2B                            | Stati Uniti | 3  |                         |                         |                         |    |                  |                  |                  |                 |  |
|  | 2B                            | Stati Uniti                   | 2B                            | Stati Uniti | 3  | 3                       |                         |                         |    |                  |                  |                  |                 |  |
|  | 2B                            | Stati Uniti                   |                               |             |    | 3                       |                         |                         |    |                  |                  |                  |                 |  |
|  | 4A                            | Porto Rico                    | 0                             |             |    |                         |                         |                         |    |                  |                  |                  |                 |  |
|  | 4A                            | Porto Rico                    | 0                             |             | 2B | Stati Uniti             | 3                       |                         |    | Finale 11º posto | Finale 11º posto | Finale 11º posto |                 |  |
|  |                               |                               |                               |             | 2B | Stati Uniti             | 3                       |                         |    |                  |                  |                  |                 |  |
|  |                               |                               | 4B                            | Croazia     | 1  |                         |                         |                         |    |                  |                  |                  |                 |  |
|  | 2A                            | Serbia                        | 4B                            | Croazia     | 1  | 0                       |                         |                         | 4D | Thailandia       | 2                |                  |                 |  |
|  | 2A                            | Serbia                        |                               |             |    |                         |                         |                         | 4D | Thailandia       | 2                |                  |                 |  |
|  | 4B                            | Croazia                       | 3                             |             |    | 4B                      | Croazia                 | 3                       |    |                  |                  |                  |                 |  |

#### Quarti di finale
| 15 agosto 2025 Gelora Pancasila, Surabaya Durata: 2h:04 - Spettatori: 80  | Corea del Sud | 1 - 3 | Rep. Ceca  | 22-25, 22-25, 26-24, 20-25 |
| 15 agosto 2025 Gelora Pancasila, Surabaya Durata: 1h:11 - Spettatori: 45  | Stati Uniti   | 3 - 0 | Porto Rico | 25-23, 25-18, 25-16        |
| 15 agosto 2025 Gelora Pancasila, Surabaya Durata: 1h:21 - Spettatori: 750 | Indonesia     | 0 - 3 | Thailandia | 24-26, 19-25, 22-25        |
| 15 agosto 2025 Gelora Pancasila, Surabaya Durata: 1h:22 - Spettatori: 100 | Serbia        | 0 - 3 | Croazia    | 23-25, 18-25, 18-25        |

#### Semifinali
| 16 agosto 2025 Gelora Pancasila, Surabaya Durata: 2h:00 - Spettatori: 50 | Rep. Ceca   | 3 - 2 | Thailandia | 25-22, 21-25, 25-19, 19-25, 15-11 |
| 16 agosto 2025 Gelora Pancasila, Surabaya Durata: 1h:36 - Spettatori: 50 | Stati Uniti | 3 - 1 | Croazia    | 26-28, 25-22, 25-16, 25-15        |

#### Finale 11º posto
| 17 agosto 2025 Gelora Pancasila, Surabaya Durata: 1h:57 - Spettatori: 50 | Thailandia | 2 - 3 | Croazia | 25-20, 21-25, 21-25, 25-16, 12-15 |

#### Finale 9º posto
| 17 agosto 2025 Gelora Pancasila, Surabaya Durata: 1h:14 - Spettatori: 60 | Rep. Ceca | 0 - 3 | Stati Uniti | 21-25, 20-25, 18-25 |

### Finali 13º e 15º posto
|  | Semifinali 13º-16º posto | Semifinali 13º-16º posto | Semifinali 13º-16º posto |        |    | Finale 13º posto | Finale 13º posto | Finale 13º posto |  |
|  |                          |                          |                          |        |    |                  |                  |                  |  |
|  | 3B                       | Corea del Sud            | 3                        |        |    |                  |                  |                  |  |
|  | 3B                       | Corea del Sud            | 3                        |        |    |                  |                  |                  |  |
|  | 3A                       | Indonesia                | 2                        |        |    |                  |                  |                  |  |
|  | 3A                       | Indonesia                | 2                        |        | 3B | Corea del Sud    | 3                |                  |  |
|  |                          |                          |                          |        | 3B | Corea del Sud    | 3                |                  |  |
|  |                          |                          | 2A                       | Serbia | 0  |                  |                  |                  |  |
|  | 4A                       | Porto Rico               | 2A                       | Serbia | 0  | 0                |                  |                  |  |
|  | 4A                       | Porto Rico               |                          |        |    | 0                |                  |                  |  |
|  | 2A                       | Serbia                   | 3                        |        |    | Finale 15º posto | Finale 15º posto | Finale 15º posto |  |
|  | 2A                       | Serbia                   | 3                        |        |    |                  |                  |                  |  |
|  |                          |                          |                          |        |    |                  |                  |                  |  |
|  |                          |                          |                          |        |    | 3A               | Indonesia        | 2                |  |
|  |                          |                          |                          |        |    | 3A               | Indonesia        | 2                |  |
|  |                          |                          |                          |        |    | 4A               | Porto Rico       | 3                |  |

#### Semifinali
| 16 agosto 2025 DBL Arena, Surabaya Durata: 1h:50 - Spettatori:    | Corea del Sud | 3 - 2 | Indonesia | 22-25, 25-15, 17-25, 25-18, 15-5 |
| 16 agosto 2025 DBL Arena, Surabaya Durata: 1h:02 - Spettatori: 25 | Porto Rico    | 0 - 3 | Serbia    | 11-25, 21-25, 19-25              |

#### Finale 15º posto
| 17 agosto 2025 DBL Arena, Surabaya Durata: 2h:00 - Spettatori: 800 | Indonesia | 2 - 3 | Porto Rico | 24-26, 25-19, 25-22, 22-25, 12-15 |

#### Finale 13º posto
| 17 agosto 2025 Gelora Pancasila, Surabaya Durata: 1h:14 - Spettatori: 100 | Corea del Sud | 3 - 0 | Serbia | 25-20, 25-18, 25-22 |

### Finali 17º e 19º posto
|  | Quarti di finale 17º-24º posto | Quarti di finale 17º-24º posto | Quarti di finale 17º-24º posto |                 |    | Semifinali 17º-20º posto | Semifinali 17º-20º posto | Semifinali 17º-20º posto |    |                  | Finale 17º posto | Finale 17º posto | Finale 17º posto |  |
|  |                                |                                |                                |                 |    |                          |                          |                          |    |                  |                  |                  |                  |  |
|  | 5A                             | Canada                         | 3                              |                 |    |                          |                          |                          |    |                  |                  |                  |                  |  |
|  | 5A                             | Canada                         | 3                              |                 |    |                          |                          |                          |    |                  |                  |                  |                  |  |
|  | 6C                             | Algeria                        | 0                              |                 |    |                          |                          |                          |    |                  |                  |                  |                  |  |
|  | 6C                             | Algeria                        | 0                              |                 | 5A | Canada                   | 3                        |                          |    |                  |                  |                  |                  |  |
|  |                                |                                |                                |                 | 5A | Canada                   | 3                        |                          |    |                  |                  |                  |                  |  |
|  |                                |                                | 5B                             | Rep. Dominicana | 0  |                          |                          |                          |    |                  |                  |                  |                  |  |
|  | 5B                             | Rep. Dominicana                | 5B                             | Rep. Dominicana | 0  | 3                        |                          |                          |    |                  |                  |                  |                  |  |
|  | 5B                             | Rep. Dominicana                |                                |                 |    |                          |                          |                          |    |                  |                  |                  |                  |  |
|  | 6D                             | Tunisia                        | 0                              |                 |    |                          |                          |                          |    |                  |                  |                  |                  |  |
|  | 6D                             | Tunisia                        | 0                              |                 | 5A | Canada                   | 3                        |                          |    |                  |                  |                  |                  |  |
|  |                                |                                |                                |                 |    |                          |                          |                          |    |                  |                  |                  |                  |  |
|  |                                |                                | 5D                             | Cile            | 1  |                          |                          |                          |    |                  |                  |                  |                  |  |
|  | 5C                             | Egitto                         | 5D                             | Cile            | 1  | 1                        |                          |                          |    |                  |                  |                  |                  |  |
|  | 5C                             | Egitto                         |                                |                 |    | 1                        |                          |                          |    |                  |                  |                  |                  |  |
|  | 6A                             | Vietnam                        | 3                              |                 |    |                          |                          |                          |    |                  |                  |                  |                  |  |
|  | 6A                             | Vietnam                        | 3                              |                 | 6A | Vietnam                  | 1                        |                          |    | Finale 19º posto | Finale 19º posto | Finale 19º posto |                  |  |
|  |                                |                                |                                |                 | 6A | Vietnam                  | 1                        |                          |    |                  |                  |                  |                  |  |
|  |                                |                                | 5D                             | Cile            | 3  |                          |                          |                          |    |                  |                  |                  |                  |  |
|  | 5D                             | Cile                           | 5D                             | Cile            | 3  | 3                        |                          |                          | 5B | Rep. Dominicana  | 0                |                  |                  |  |
|  | 5D                             | Cile                           |                                |                 |    |                          |                          |                          | 5B | Rep. Dominicana  | 0                |                  |                  |  |
|  | 6B                             | Messico                        | 0                              |                 |    | 6A                       | Vietnam                  | 3                        |    |                  |                  |                  |                  |  |

#### Quarti di finale
| 13 agosto 2025 Samator Healthphoria, Surabaya Durata: 0h:58 - Spettatori: 30 | Canada          | 3 - 0 | Algeria | 25-18, 25-11, 25-18        |
| 13 agosto 2025 Samator Healthphoria, Surabaya Durata: 1h:41 - Spettatori: 30 | Egitto          | 1 - 3 | Vietnam | 16-25, 24-26, 25-22, 20-25 |
| 13 agosto 2025 Samator Healthphoria, Surabaya Durata: 1h:08 - Spettatori: 30 | Rep. Dominicana | 3 - 0 | Tunisia | 25-21, 25-22, 25-17        |
| 13 agosto 2025 Samator Healthphoria, Surabaya Durata: 1h:04 - Spettatori: 80 | Cile            | 3 - 0 | Messico | 25-19, 25-14, 25-21        |

#### Semifinali
| 15 agosto 2025 Samator Healthphoria, Surabaya Durata: 1h:11 - Spettatori: 50 | Canada  | 3 - 0 | Rep. Dominicana | 25-20, 25-23, 25-23        |
| 15 agosto 2025 Samator Healthphoria, Surabaya Durata: 1h:36 - Spettatori: 70 | Vietnam | 1 - 3 | Cile            | 17-25, 15-25, 25-17, 20-25 |

#### Finale 19º posto
| 16 agosto 2025 Samator Healthphoria, Surabaya Durata: 1h:06 - Spettatori: 40 | Rep. Dominicana | 0 - 3 | Vietnam | 19-25, 17-25, 17-25 |

#### Finale 17º posto
| 16 agosto 2025 Samator Healthphoria, Surabaya Durata: 1h:36 - Spettatori: 80 | Canada | 3 - 1 | Cile | 25-12, 23-25, 25-21, 25-21 |

### Finali 21º e 23º posto
|  | Semifinali 21º-24º posto | Semifinali 21º-24º posto | Semifinali 21º-24º posto |        |    | Finale 21º posto | Finale 21º posto | Finale 21º posto |  |
|  |                          |                          |                          |        |    |                  |                  |                  |  |
|  | 6C                       | Algeria                  | 0                        |        |    |                  |                  |                  |  |
|  | 6C                       | Algeria                  | 0                        |        |    |                  |                  |                  |  |
|  | 6D                       | Tunisia                  | 3                        |        |    |                  |                  |                  |  |
|  | 6D                       | Tunisia                  | 3                        |        | 6D | Tunisia          | 1                |                  |  |
|  |                          |                          |                          |        | 6D | Tunisia          | 1                |                  |  |
|  |                          |                          | 5C                       | Egitto | 3  |                  |                  |                  |  |
|  | 5C                       | Egitto                   | 5C                       | Egitto | 3  | 3                |                  |                  |  |
|  | 5C                       | Egitto                   |                          |        |    | 3                |                  |                  |  |
|  | 6B                       | Messico                  | 0                        |        |    | Finale 23º posto | Finale 23º posto | Finale 23º posto |  |
|  | 6B                       | Messico                  | 0                        |        |    |                  |                  |                  |  |
|  |                          |                          |                          |        |    |                  |                  |                  |  |
|  |                          |                          |                          |        |    | 6C               | Algeria          | 2                |  |
|  |                          |                          |                          |        |    | 6C               | Algeria          | 2                |  |
|  |                          |                          |                          |        |    | 6B               | Messico          | 3                |  |

#### Semifinali
| 15 agosto 2025 Samator Healthphoria, Surabaya Durata: 1h:04 - Spettatori: 25 | Algeria | 0 - 3 | Tunisia | 24-26, 11-25, 11-25 |
| 15 agosto 2025 Samator Healthphoria, Surabaya Durata: 1h:09 - Spettatori: 35 | Egitto  | 3 - 0 | Messico | 25-22, 25-13, 25-16 |

#### Finale 23º posto
| 16 agosto 2025 Samator Healthphoria, Surabaya Durata: 1h:53 - Spettatori: 25 | Algeria | 2 - 3 | Messico | 25-16, 25-23, 25-27, 12-25, 12-15 |

#### Finale 21º posto
| 16 agosto 2025 Samator Healthphoria, Surabaya Durata: 1h:42 - Spettatori: 30 | Tunisia | 1 - 3 | Egitto | 25-19, 18-25, 20-25, 19-25 |

## Classifica finale
| Pos     | Squadra         | Rosa |
| ------- | --------------- | ---- |
| Oro     | Italia          |      |
| Argento | Giappone        |      |
| Bronzo  | Brasile         |      |
| 4       | Bulgaria        |      |
| 5       | Cina            |      |
| 6       | Polonia         |      |
| 7       | Argentina       |      |
| 8       | Turchia         |      |
| 9       | Stati Uniti     |      |
| 10      | Rep. Ceca       |      |
| 11      | Croazia         |      |
| 12      | Thailandia      |      |
| 13      | Corea del Sud   |      |
| 14      | Serbia          |      |
| 15      | Porto Rico      |      |
| 16      | Indonesia       |      |
| 17      | Canada          |      |
| 18      | Cile            |      |
| 19      | Vietnam         |      |
| 20      | Rep. Dominicana |      |
| 21      | Egitto          |      |
| 22      | Tunisia         |      |
| 23      | Messico         |      |
| 24      | Algeria         |      |

## Premi individuali
| Premio                 | Nome              | Squadra  |
| ---------------------- | ----------------- | -------- |
| MVP                    | Merit Adigwe      | Italia   |
| Miglior palleggiatrice | Chisato Hanaoka   | Giappone |
| Miglior opposto        | Merit Adigwe      | Italia   |
| Miglior schiacciatrice | Sae Omori         | Giappone |
| Miglior schiacciatrice | Teresa Bosso      | Italia   |
| Miglior centrale       | Dalila Marchesini | Italia   |
| Miglior centrale       | Luana Kuskowski   | Brasile  |
| Miglior libero         | Ami Uchizawa      | Giappone |

## Statistiche
| Rendimento individuale | Rendimento individuale | Rendimento individuale | Rendimento individuale |
| Pos.                   | Nome                   | Punti                  | Squadra                |
| ---------------------- | ---------------------- | ---------------------- | ---------------------- |
| 1                      | Merit Adigwe           | 166                    | Italia                 |
| 1                      | Iva Dudova             | 166                    | Bulgaria               |
| 3                      | Asja Zolota            | 164                    | Croazia                |
| 4                      | Alida Bennour          | 156                    | Algeria                |
| 5                      | Chareika Carrión       | 152                    | Porto Rico             |

| Attacchi vincenti | Attacchi vincenti | Attacchi vincenti | Attacchi vincenti |
| Pos.              | Nome              | Punti             | Squadra           |
| ----------------- | ----------------- | ----------------- | ----------------- |
| 1                 | Asja Zolota       | 145               | Croazia           |
| 2                 | Iva Dudova        | 142               | Bulgaria          |
| 3                 | Sae Omori         | 139               | Giappone          |
| 4                 | Alida Bennour     | 138               | Algeria           |
| 4                 | Chareika Carrión  | 138               | Porto Rico        |

| Muri vincenti | Muri vincenti     | Muri vincenti | Muri vincenti |
| Pos.          | Nome              | Punti         | Squadra       |
| ------------- | ----------------- | ------------- | ------------- |
| 1             | Maria Splawska    | 40            | Polonia       |
| 2             | Dalila Marchesini | 39            | Italia        |
| 3             | Katarina Gagić    | 33            | Serbia        |
| 4             | Li Hanyu          | 28            | Cina          |
| 5             | Teodora Skočajić  | 26            | Serbia        |

| Battute vincenti | Battute vincenti  | Battute vincenti | Battute vincenti |
| Pos.             | Nome              | Punti            | Squadra          |
| ---------------- | ----------------- | ---------------- | ---------------- |
| 1                | Shin Eunji        | 29               | Corea del Sud    |
| 2                | Liza Safronova    | 18               | Turchia          |
| 3                | Francisca Vásquez | 15               | Cile             |
| 4                | Dominga Aylwin    | 14               | Cile             |
| 4                | Claire Carter     | 14               | Canada           |
| 4                | Bára Rejmanová    | 14               | Rep. Ceca        |